# La canaglia di Parigi
La canaglia di Parigi è un film muto italiano del 1919 diretto da Gennaro Righelli (poi completato da Ferdinand Guillaume).